# Hlöðuvík
Hlöðuvík est une baie au nord du Hornstrandir et se situe entre Fljótavík et Hælavík. Deux maisons de l'ancienne ferme de Búðir appartiennent aux descendants des agriculteurs de Hlöðuvík, mais aucune n'est plus habitée en permanence comme dans tout le Hornstrandir. On y trouve également un refuge pour les touristes.
L'Álfsfell, une petite montagne qui domine le milieu du fjord, sépare Hlöðuvík et Kjaransvík.